# Sötétvörös amarant
A sötétvörös amarant (Lagonosticta rubricata) a madarak osztályának a verébalakúak (Passeriformes) rendjébe, ezen belül a díszpintyfélék (Estrildidae) családjába tartozó faj.

## Rendszerezése
A fajt Martin Hinrich Carl Lichtenstein német zoológus írta le 1823-ban, a Fringilla nembe Fringilla rubricata néven.

## Alfajai
- Lagonosticta rubricata congica Sharpe, 1890
- Lagonosticta rubricata haematocephala Neumann, 1907
- Lagonosticta rubricata polionota Shelley, 1873
- Lagonosticta rubricata rubricata (Lichtenstein, 1823)[2]

## Előfordulása
Afrikában, Angola, Benin, Bissau-Guinea, Burundi, a Dél-afrikai Köztársaság, Elefántcsontpart, Etiópia, Gabon, Guinea, Ghána, Kamerun, Kenya, a Kongói Köztársaság, a Kongói Demokratikus Köztársaság, a Közép-afrikai Köztársaság, Libéria, Malawi, Mozambik, Nigéria, Ruanda, Szenegál, Sierra Leone,  Dél-Szudán, Szváziföld, Tanzánia, Togo, Uganda és Zimbabwe területén honos.
Természetes élőhelyei a szubtrópusi és trópusi hegyi esőerdők, száraz legelők, szavannák és cserjések, folyók és patakok környékén, valamint szántóföldek. Állandó, nem vonuló faj.

## Megjelenése
Testhossza 10–11 centiméter, testtömege 8,6-11,7 gramm. A nemek hasonlóak egymáshoz, csak a tojó színei mattabbak. A fejtető és a nyak oldalai palaszürkék, a hát szürkésbarna, a felső farokfedők és a farcsík vörös, a farktollak és az alsó farokfedők feketék. A fejoldal, a torok, a kantár, a has elülső része és a testoldalak sötétvörösek. A mell- és testoldalak néhány fehér pettyel díszítettek. A has közepe feketés szürkésbarna. A sötétbarna szemet vöröses gyűrű övezi. A láb barnásfekete, a csőr sötét kékesszürke színű.
|  |  |

## Életmódja
Fűmagvakkal és rovarokkal táplálkozik.